# La Louve (téléfilm)
Pour les articles homonymes, voir Louve.
La Louve est un téléfilm français réalisé par José Giovanni et diffusé dans la série télévisée Série noire le 29 septembre 1988, en tant que 29e épisode de la série.

## Synopsis
Lionel, 10 ans, le fils de Liliane, a été enlevé, comme d'autres jeunes garçons blonds dans toute la région du Midi de la France. Sa mère ne cesse de distribuer des tracts à tous les passants, afin de recueillir des indices qui pourraient lui permettre de retrouver sa trace. La police semblant ne pas se préoccuper outre-mesure de son cas, Liliane va demander à un Gitan de l'aider dans sa quête désespérée. Avec ses amis, le Gitan va prêter main-forte à cette mère qui est prête à toutes les extrémités pour retrouver son fils. Ils finiront par remonter la trace de trafiquants d'enfants qui doivent alimenter un marché d'esclaves sexuels. 

## Fiche technique
- Titre : La Louve
- Réalisation : José Giovanni
- Production : TSR, Hamster Productions, TF1
- Scénario, adaptation et dialogues :  José Giovanni, d'après le roman La Pêche aux anges de Jean-Bernard Pouy,  Série noire (Éditions Gallimard)
- Image : Pavel Korinek
- Son : Michel Morier
- Musique : Jean-Marie Senia (édition Pema Music Paris)
- Décors : Roland Deville, Jacques  Werzinger
- Montage : Jean-Louis Gauthey
- Durée : 85 minutes

## Distribution
- Mimsy Farmer : Liliane
- Georges Corraface : le Gitan
- Éric Collinet : Lionel
- Georges Staquet : Pollet
- Marc Stokle : Zoltan
- Teco Celio : Mario
- Jean-Jacques Moreau : Harlette
- Caroline Gasser : Anna
- Marks Banens : Éric, dit "le blafard"
- Jean Schlegel : Henry
- Vania Vilers : Marillon
- André Lacombe : le père du Gitan
- Eva Barbuscia : la sœur du Gitan
- Jean Franval : le vieux pêcheur
- Gérard Bayle : Kaspar
- Vincent Charbonnier : l'enfant à la chouette
- Claudette Clericy : la mère d'Anna
- Gérard Victor : le père d'Anna
- Marie-Laure Derois : l'infirmière
- Guilhaine Dubos : Jennie
- Jean-Claude Dumas : le motard de police
- Charles Georges : le garçon de café
- Patrick Hannais : le barbu
- Stefano Fogher : l'homme maigre
- Rosette Jaubert : la concierge
- Katia Martin : une femme de service
- Anne Thouzellier : une femme de service
- Stéphane Petit : le type du club
- Norman Stokle : le boss